# Gustav Holst
Gustav Theodore Holst (Cheltenham, 1874. szeptember 21. – London, 1934. május 25.) angol zeneszerző, zenepedagógus. Zenéjét egészen egyedi, fesztelen ütemezése és visszatérő melódiái teszik jellegzetessé. Korai munkásságára hatással volt Maurice Ravel, Edvard Grieg, Richard Strauss és diáktársa, Ralph Vaughan Williams, de később a hinduista spiritualizmusból és angol népi dallamokból is táplálkozott. Gustav Holst majdnem 200 katalogizált művet írt, köztük zenekari szviteket, operákat, baletteket, versenyműveket, kórusműveket és dalokat, de leginkább zenekari szvitje, A bolygók tette híressé.

## Élete
Skandináv és német származású zenészcsaládba született, gyerekkorában első hangszere hegedű és zongora volt, majd tizenkét éves korában áttért a harsonára, később orgonázni tanult apjától.
A Royal College of Musicban befejezett tanulmányai után korrepetítor volt, zenekarban harsonázott, majd 1905-től a londoni St. Paul's Girls' School tanára, később igazgatója lett, mely posztot haláláig megtartotta. Emellett 1905 és 1924 között a londoni Morley College igazgatója volt. 1906 körül az angol népdalok érdekelték, 1906-ban tett algériai utazása után komponálta az arab zenei elemeket is tartalmazó zenekari művét, a Beni Morát, majd 1907-től érdeklődése az indiai kultúra, a szanszkrit irodalom felé fordult. Indiai korszakában komponálta a Rigvéda szövegei hatására a Choral Hymns from the Rig Veda című kórusra és zenekarra írt művét. Az 1910-es évek elején a Tudor-kor zeneszerzőinek madrigáljai érdekelték, Weelkes, valamint Byrd és Purcell művei. Palmán keltették fel érdeklődését az asztrológia iránt, melynek hatására írta legismertebbé vált művét, A bolygók című zenekari szvitjét (1914–1916). Az 1910-es évektől a görög kultúra érdekelte, görög tanulmányokba mélyedt, evangéliumi apokrif írások alapján komponálta a The Hymn of Jesus című zenekarra és kórusra írt művét. Az apokrif szöveget Holst maga fordította angolra.
Tanári pályáján komoly előrelépést jelentett, hogy 1919-től 1923-ig egykori alma matere, a Royal College of Music tanára lett, majd 1919-től a Readingi Egyetemen, 1926-tól a Liverpooli és a Glasgow-i Egyetemen tanított. 1932-ben elfogadta a Harvard Egyetem féléves előadói felkérését. 1930-ban a legjelentősebb angol zenei díjat, a Royal Philharmonic Society Arany Medálját adományozták Gustav Holstnak.
Testvére, Ernest Cossart néven vált sikeres színésszé a Broadway-n, lánya, Imogen Holst szintén zeneszerző lett, 1938-ban adta közzé Gustav Holst életrajzát.

## Művei (válogatás)

### Színpadi művek
- The Perfect Fool op. 39. - vígopera, (1923)
- At the Boar’s Head - op. 42. opera, (1925)
- The Wandering Scholar op. 50. – opera (1929)
- The Morning of the Year op. 45. no. 2 – balett kórussal (1926)
- The Golden Goose op. 45. no.1. – balett kórussal (1926)

### Zenekari és versenyművek
- Indra op. 13. - szimfonikus költemény (1903)
- A Somerset Rhapsody – op. 21. no. 2 zenekarra (1907)
- Fantasztikus szvit op. 29. no. 2. – zenekarra (1911)
- St Paul’s szvit op. 29. - vonószenekarra (1913)
- Japán szvit op. 33. – zenekarra (1915)
- A bolygók szvit op. 32. - zenekarra, (1918)
- Fugal Concerto op. 40. no. 2. - oboára, fuvolára és zenekarra, (1923)
- Egdon Heath op. 47. - szimfonikus költemény, (1927)
- Double Concerto op. 49. - két hegedűre és zenekarra (1929)

### Vokális művek
- Kings Estmere op. 17. - ballada kórusra és zenekarra (1903)
- Hymns from the Rig Veda op. 24. (1907-1908)
- The Hymn of Jesus op. 37. - kórusra és zenekarra, (1917)
- Ode to Death op. 38. - kórusra és zenekarra, (1919)
- Choral Fantasia op. 51. - kórusra és zenekarra (1930)

## Galéria

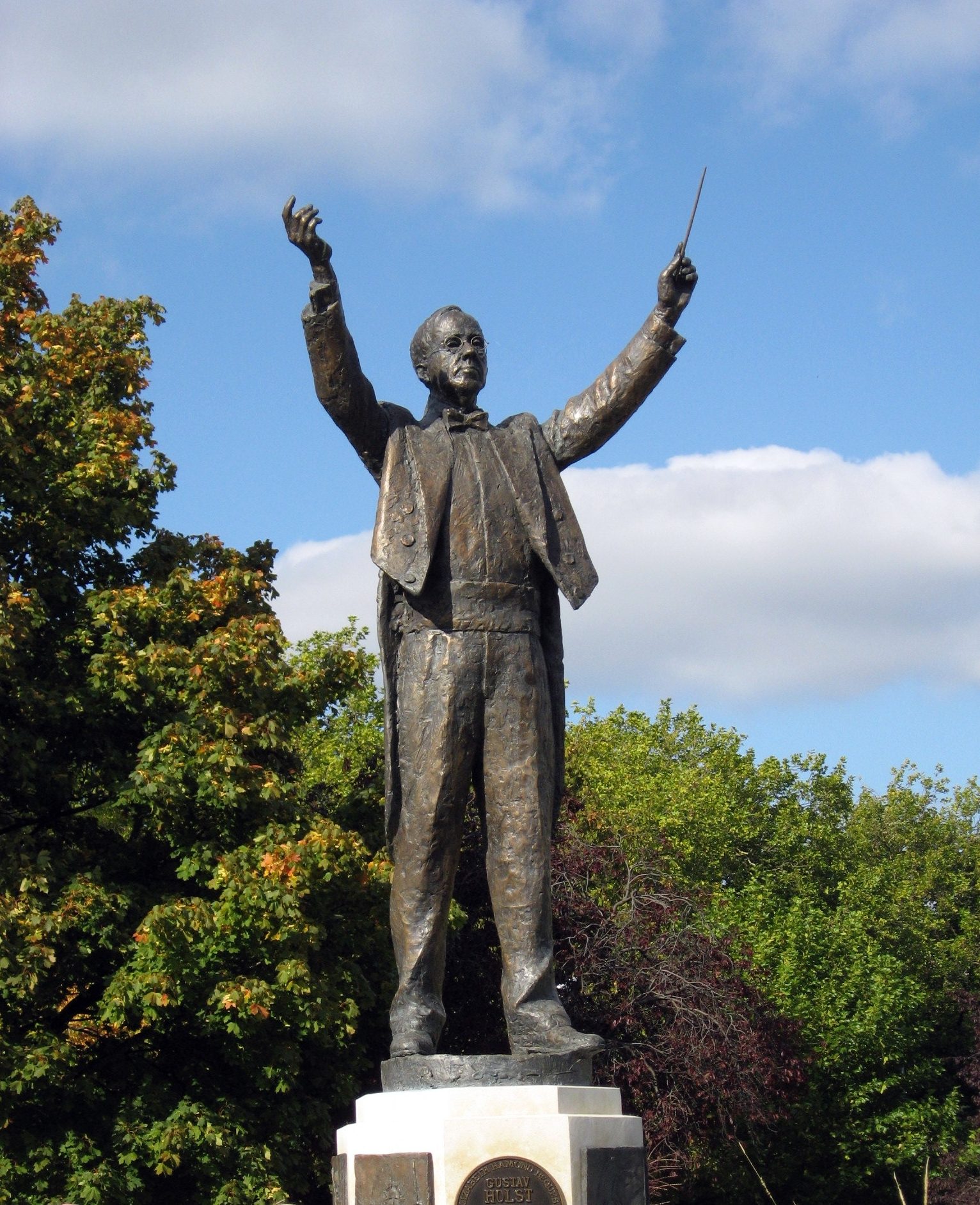
Gustav Holst szobra szülővárosában, Cheltenhamben.
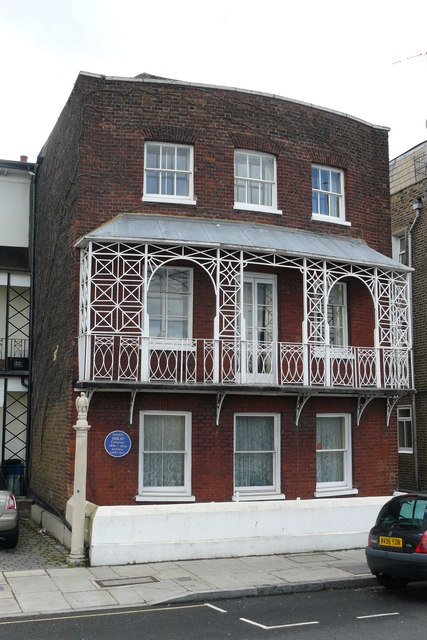
A londoni ház, ahol Gustav Holst lakott (1908-1913).
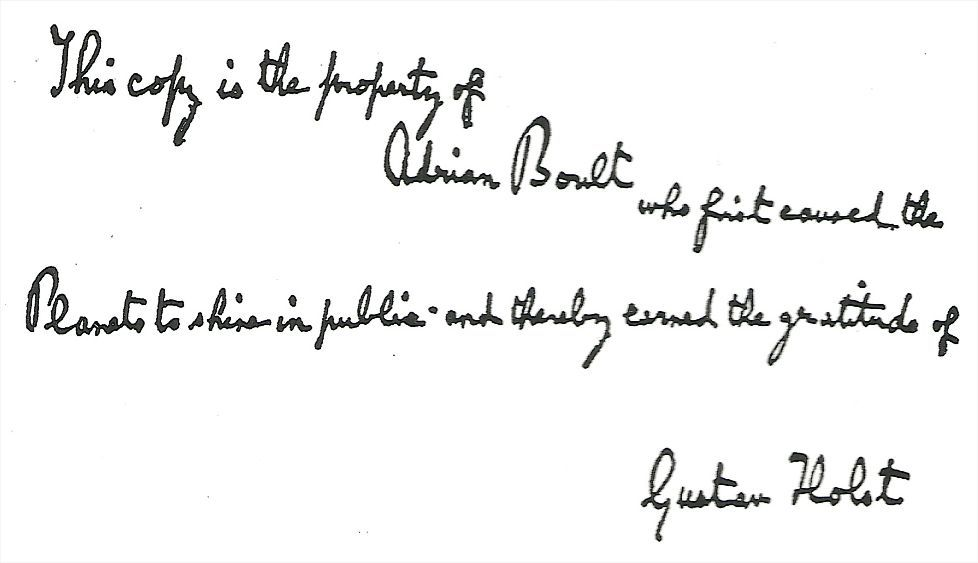
Gustav Holst dedikálása A bolygók Adrian Boultnak ajándékozott partitúráján: "This copy is the property of Adrian Boult who first caused the Planets to shine in public and thereby earned the gratitude of Gustav Holst."

## Hangfelvételek

### Youtube hangfelvételek
- F-major szimfónia, – Youtube.com, Közzététel: 2013. szept. 13.
- Somerset-rapszódia, – Youtube.com, Közzététel: 2010. szept. 28.
- Bolygók, – Youtube.com, Közzététel: 2016. szept. 19.
- Himnusz a Rig-Védából, – Youtube.com, Közzététel: 2011. máj. 23.
- A felhő-hírnök, – Youtube.com, Közzététel: 2014. máj. 23.
- Indra, – Youtube.com, Közzététel: 2014. máj. 23.
- Éjszakai zene, – Youtube.com, Közzététel: 2010. szept. 23.
- Az aranylúd, – Youtube.com, Közzététel: 2012. máj. 4.
- Japán szvit, – Youtube.com, Közzététel: 2013. szept. 13.
- Szent Pál szvit, – Youtube.com, Közzététel: 2012. okt. 4.

### Más hangfelvételek
A bolygók:
- Nem tudod lejátszani a fájlt? Olvasd el a Wikipédia:Médiafájlok lapot.

## Kották
- Holst, Gustav. International Music Score Library Project. (Hozzáférés: 2019. május 17.)